# 1459 en santé et médecine
| Années de la santé et de la médecine : 1456 - 1457 - 1458 - 1459 - 1460 - 1461 - 1462    |
| Décennies de la santé et de la médecine : 1420 - 1430 - 1440 - 1450 - 1460 - 1470 - 1480 |

Cet article présente les faits marquants de l'année 1459 en santé et médecine.

## Événements
- 11 janvier : le pape Pie II réorganise l'université d'Avignon, y refondant une faculté de médecine qui n'a encore pratiquement jamais fonctionné et dont la chaire ne sera occupée pour la première fois qu'en 1467[1].
- 12 novembre : bulle de fondation par le pape Pie II de l'université de Bâle, dotée d'une faculté de médecine dès sa création[2].
- Fondation par François II, duc de Bretagne, de l'université de Nantes, dotée de quatre chaires de médecine ou chirurgie[3].
- Le pape Pie II approuve la règle des hospitalières de Beaune[4], communauté que le chancelier Rolin vient de fonder « pour servir Dieu et les pauvres malades[5] ».

## Décès
- Pierre Bèchebien (né à une date inconnue), professeur à la faculté de médecine de Paris, doyen en 1417, évêque de Chartres, médecin de la reine Marie d'Anjou[6].

- Avant le 28 septembre : Nicolas Cadier (né à une date inconnue), docteur en médecine de l'université de Montpellier[7].
- Avant 1459 : Jean Bruguière (né à une date inconnue), docteur en médecine catalan, fondateur à Montpellier, en 1452, d'un collège destiné à deux étudiants en médecine originaires du diocèse de Gérone, et qui sera absorbé par le collège du Vergier dès 1468[8].
- 1456-1459 : Jean Spelini (né à une date inconnue), docteur de la faculté de médecine de Paris et de la faculté de théologie de Heidelberg, médecin d'Ulrich V, comte de Wurtemberg, auteur d'une Disputatio super de viro qui patitur fluxum seminis[7].
- 1459 ou 1460 : Jean Lengrenois (né à une date inconnue), professeur de médecine à Paris[7].